# Шлемоносные калао
Шлемоносные калао (лат. Ceratogymna) — род крупных, в основном, плодоядных птиц-носорогов (семейство Bucerotidae), обитающих во влажных лесах Центральной и Западной Африки. Для них характерен половой диморфизм. Самцы полностью чёрные, в то время как самки имеют коричневые головы и меньший по размерам «рог». В отличие от представителей рода Bycanistes для двух видов в роде Ceratogymna характерно наличие обширного участка голой кожи в лицевой части головы и кожистого подвеса преимущественно голубого цвета. Единственная белая часть в их оперения — это крайние рулевые в хвосте (хотя златошлемному присуща небольшая беловатая зернистость на шее).
Международный союз орнитологов относит к роду 2 вида:
- Черношлемный калао Ceratogymna atrata (Temminck, 1835) — обитает от Гвинеи до бассейна Конго.
- Златошлемный калао Ceratogymna elata (Temminck, 1831) — обитает в Западной Африки, в основном, в Гане и Кот-д’Ивуар.

Членов рода Bycanistes часто включали в этот род, но сегодня большинство орнитологов рассматривают их как два отдельных рода.